# Крепость Юстиниана
Крепость Юстиниана (алб. Kalaja e Justinianit) — руины средневековой крепости, расположенной в албанской столице Тиране. Памятник культуры Албании.

## История
Крепость была построена по приказу византийского императора Юстиниана I в 520 году и восстановлена османским наместником Ахмед-пашой Топтани в XVIII веке. В данный момент развалены крепости являются достопримечательностью города и привлекают многих туристов. Внутри крепостных стен расположены отели, рестораны и другие культурные и развлекательные сооружения.